# 阿卜杜拉·拉迪夫
阿卜杜拉·拉迪夫（阿拉伯语：عبد الله هادي رديف，2003年1月20日—）是沙特阿拉伯的职业足球运动员，司职前锋。现效力于沙特阿拉伯职业足球联赛的伊蒂法克（希拉爾外借），也代表沙特阿拉伯国家足球队。

## 荣誉

### 俱乐部
希拉尔
- 沙特阿拉伯职业足球联赛冠军：2021-2022
- 沙特超级盃冠军：2021
- 亚足联冠军联赛冠军：2021

### 国家队
沙特阿拉伯U–20
- 阿拉伯杯U–20杯冠军：2021、2022

沙特阿拉伯U–23
- 亞足聯U-23亞洲盃冠军：2022